# 旭川歯科学院専門学校
旭川歯科学院専門学校（あさひかわしかがくいんせんもんがっこう）とは、北海道旭川市にある私立の専修学校。運営母体は社団法人旭川歯科医師会。

## 概要
1964年（昭和39年）開学。道内の私立の歯科衛生士養成学校(歯科衛生士養成所)では最も古く、道北・道東では唯一の歯科医療系の専門学校である。就職面では開校以来、100%の就職実績を維持しており、歯科医院をはじめ、総合病院口腔外科、市町村保健センター、歯科衛生士養成校への就職もある。旭川市外の学生の為に学生寮を設置している。

## 沿革
- 1964年（昭和39年） - 「旭川歯科医師会立旭川歯科学院」として、旭川市立日章小学校を仮校舎に開校。
- 1976年（昭和51年） -  名称を「旭川歯科医師会立旭川歯科学院」から「旭川歯科学院専門学校」へ改称。
- 2005年（平成17年） -  新校舎落成。衛生科が3年制へ移行。
- 2006年（平成18年） -  技工科が閉科。
- 2009年（平成21年） -  奨学生制度導入予定。

## 設置学科
- 歯科衛生士科（3年制・昼間）

## 所在地
- 旭川市神居2条12丁目2番16号

## 取得できる資格・免許状
- 専門士称号
- 歯科衛生士国家試験受験資格